# 圣塞孔多-帕尔门塞
圣塞孔多-帕尔门塞（義大利語：San Secondo Parmense），是意大利帕尔马省的一个市镇。总面积38.2平方公里，人口5600人，人口密度146.6人/平方公里（2009年）。ISTAT代码为034033。